# Otto Weinkamm
Otto Weinkamm  (* 13. Februar 1902 in Aschaffenburg; † 27. Januar 1968 in Augsburg) war ein deutscher Jurist und Politiker (BVP und CSU).

## Leben
Weinkamm studierte an der Ludwig-Maximilians-Universität München Rechts- und Staatswissenschaften sowie Wirtschaftswissenschaften. 1929 ließ er sich als Rechtsanwalt in Augsburg nieder.
Von 1930 bis 1933 vertrat er die Bayerische Volkspartei im Stadtrat von Augsburg. Nach dem Ende des nationalsozialistischen Regimes wurde er am 5. Juli 1945 zum Wirtschaftsreferenten von Augsburg ernannt. Zudem gehörte er 1946 zu den Begründern der Christlich-Sozialen Union in Bayern in Augsburg. Er war 1946 auch kurzzeitig gewählter Oberbürgermeister (eine Amtseinführung erfolgte mangels Genehmigung der Militärregierung nicht) und bis 1952 Stadtrechtsrat. Er amtierte von 1952 bis 1954 als Justizminister von Bayern.
Von 1947 bis 1949 gehörte Weinkamm dem Wirtschaftsrat der Bizone an. Dem Bayerischen Landtag gehörte er von 1953 bis 1957 an, anschließend war er von 1957 bis 1965 Mitglied des Deutschen Bundestages. Außerdem war er von 1957 bis 1961 Vorsitzender des CSU-Bezirksverbandes Schwaben und Mitglied des Landesvorstands der CSU. Zudem gehörte er von 1959 bis 1966 dem Europäischen Parlament an.
Weinkamm war Ehrenmitglied der katholischen Studentenverbindung KDStV Tuiskonia München im CV. Er war sowohl Träger des Großen Bundesverdienstkreuzes mit Stern wie des Verdienstordens des Freistaats Bayern; letzterer wurde ihm am 16. Januar 1961 verliehen.